# Diochus electrus
Diochus electrus (лат.) — ископаемый вид жуков-стафилинид рода Diochus из подсемейства Staphylininae (Diochini, Staphylinidae). Средний эоцен, балтийский янтарь.

## Описание
Мелкие коротконадкрылые жуки-стафилиниды, длина тела 3,5 мм. Основная окраска от коричневой до чёрной. Надкрылья длиннее, чем пронотум. 1—5-й членики усиков длиннее своей ширины; 6—10-й антенномеры субквадратные, 11-й членик длиннее своей ширины; 1-й антенномер в 2 раза длиннее второго; 3-й членик в 1,5 длиннее второго; 4-й членик слегка короче 3-го членика; 5-й членик слегка короче 4-го членика; 6—9-й членики почти равные по длине; 10-й членик немного длиннее предыдущего, но короче 11-го. Длина надкрылий 0,75 мм, ширина — 0,67 мм. Длина пронотума 0,64 мм, ширина — 0,49 мм.
Вид был впервые описан в 2011 году американскими энтомологами Стилианосом Хатзиманолисом (Stylianos Chatzimanolis; University of Tennessee at Chattanooga, США) и Майклом Энджелом (Michael S. Engel; University of Kansas, Lawrence, США). В настоящее время[когда?]

 род Diochus Erichson, 1839 (около 40 видов) вместе с родами Coomania и Antarctothius образует трибу DiochiniCasey, 1906.
В момент описания Diochus electrus был первым ископаемым представителем dcuj большого подсемейства Staphylininae. ранее описанный из Балтийского янтаря вид Bembicidiodes inaequicollis (L. W. Schaufuss, 1888), первоначально рассматривался в качестве члена Staphylininae. Однако, перепроверка типового экземпляра в 2001 году Л. Херманом (L.H. Herman) показало ошибочность такого включения. Diochus electrus это один из 11 видов рода Diochus, обнаруженных в Палеарктике.

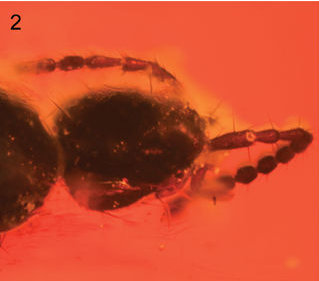
Голова
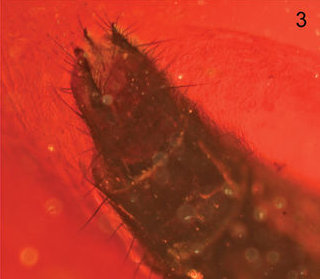
Кончик брюшка